# Contea di Guadalupe (Nuovo Messico)
La contea di Guadalupe (Guadalupe County in inglese) è una suddivisione amministrativa dello Stato del Nuovo Messico, negli Stati Uniti. La popolazione al censimento del 2000 era di 4 680 abitanti. Il capoluogo di contea è Santa Rosa.

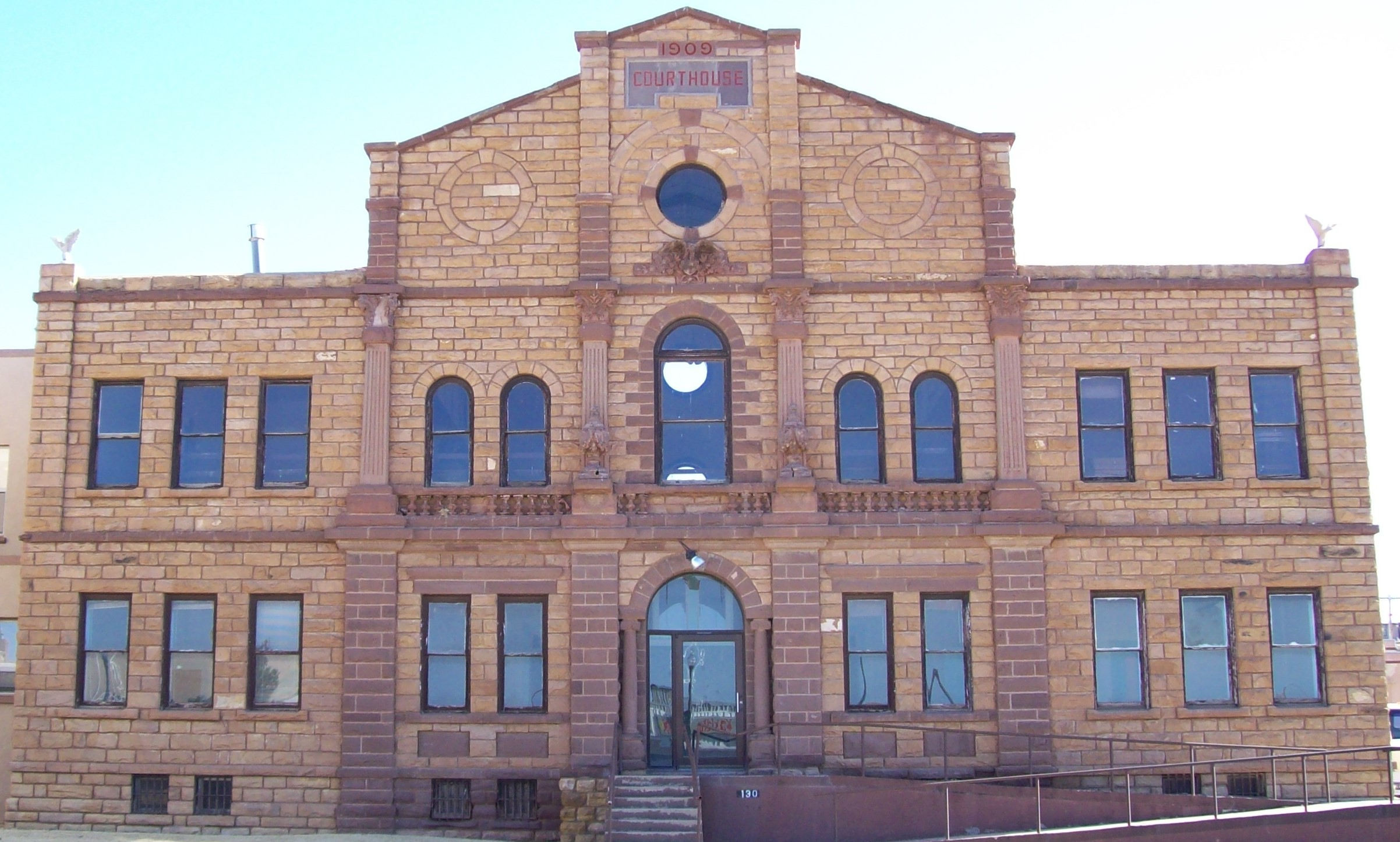
L'ex-sede della sezione del tribunale di contea.

Fra i monumenti si segnala l'edificio della sezione del tribunale della contea di Guadalupe, che si trova a Santa Rosa e risale al 1909.

## Geografia
La contea si trova nel centro dello Stato. Si tratta di un territorio arido e pianeggiante disseminato di colline e mesa con qualche arroyo. La contea si trova nella valle del fiume Pecos e a est nella regione delle Alte Pianure.

### Contee confinanti
- Contea di San Miguel - nord
- Contea di Quay - est
- Contea di De Baca - sud-est
- Contea di Lincoln - sud-ovest
- Contea di Torrance - ovest

## Storia
Nonostante la resistenza dei Navajo, i coloni si stabilirono nella regione a partire dal 1860 e la contea fu fondata nel 1891. La contea fu creata da parti della contea di San Miguel. Il capoluogo originario era Puerto de Luna, ma fu spostato a Santa Rosa nel 1903. Si chiama così in onore di Nuestra Señora de Guadalupe o della Mesita de Guadalupe.

## Comuni

### City
- Santa Rosa (capoluogo)

### Town
- Vaughn

### Census-designated places
- Anton Chico
- Llano del Medio
- Newkirk
- Pastura
- Puerto de Luna